# Ana Belén
María del Pilar Cuesta Acosta, conhecida como Ana Belén (Madri, 27 de maio de 1951), é uma cantora e atriz espanhola. Está casada há mais de trinta anos com o cantor Víctor Manuel, com quem colabora musicalmente às vezes. 

## Biografia
Ana Belén estudou artes dramáticas na Espanha durante sua juventude e começou trabalhando em produções teatrais e cinematográficas, em meados dos anos 1960. Foi trabalhando no filme "Morbo", de Gonzalo Suárez, que encontrou Víctor Manuel com quem se casou em 1972 em Gibraltar. Neste momento, ela também começou sua carreira como cantora, lançando álbuns como "Tierra", em 1973, e "Calle del Oso", com canções compostas por Víctor Manuel, alguns deles com claro conteúdo político e social.
Ana Belén participou em vários filmes: La petición por Pilar Miró, Emiliaparaday fonda por Angelino Fons,El buscónpor Luciano Berriatúa, La oscura historia de la prima Montse porJordi Cadena,La criaturapor Eloy de la Iglesia e Sonámbulos por Manuel Gutiérrez Aragón. Ela deu à luz o seu primeiro filho em 1976.
Em 1991 ela gravada "Como una novia" com canções de Gloria Varona, Pancho Varona e Antonio García de Diego, sendo este o primeiro álbum que não inclui qualquer canção composta ou adaptada por Víctor Manuel.
Em 1997, ela publicou um novo álbum "Mírame", que consistiu em suas próprias canções e duetos passando a tornar-se o álbum mais vendido de sua carreira solo. Com o seu lançamento, ela entrou em turnê em toda a Espanha e no Outono do mesmo ano, o 'El entusiasmo es nuestro' tour passou pela América, onde foi recebido com o mesmo entusiasmo como em Espanha.
1998 foi o centenário de Federico García Lorca e Ana lançou dois álbuns em sua homenagem sob o título de Lorquiana, uma coleção de poemas e canções populares por Lorca. No ano seguinte, foi lançado outro álbum "Ana Belén y (with Miguel Ríos) cantan a Kurt Weill 'e tinha um papel na série Tele 5, Petra Delicado.

## Discografia
- 1965 - Zampo y yo (BSO)
- 1965 - Qué difícil es tener 18 años
- 1973 - Al diablo con amor (BSO), Tierra
- 1975 - Calle del Oso
- 1976 - La paloma del vuelo popular
- 1977 - De paso
- 1979 - Ana
- 1979 - Lo mejor de Ana Belén
- 1980 - Con las manos llenas
- 1982 - Ana en Río
- 1983 - Victor y Ana en vivo
- 1984 - Géminis
- 1985 - La corte de faraón (BSO)
- 1986 - Para la ternura siempre hay tiempo (com Víctor Manuel)
- 1986 - Grandes éxitos
- 1987 - BSO Divinas palabras
- 1988 - A la sombra de un león
- 1989 - 26 grandes canciones y una nube blanca,
- 1989 - Rosa de amor y fuego
- 1991 - Como una novia
- 1993 - Veneno para el corazón
- 1994 - Mucho más que dos
- 1996 - 20 exitos
- 1996- El gusto es nuestro (com Víctor Manuel, Joan Manuel Serrat e Miguel Ríos)
- 1997 - Mírame
- 1998 - Lorquiana  (cançoes populares de  Federico García Lorca)
- 1998 - Lorquiana (poemas musicados de  Federico García Lorca)
- 1999 - Cantan a Kurt Weill (com Miguel Ríos)
- 2001 - Peces de ciudad
- 2001 - Dos en la carretera (com Víctor Manuel)
- 2003 - Viva L`Italia
- 2006 - Una canción me trajo aquí
- 2007 - Anatomía
- 2008 - Los grandes exitos... y mucho más
- 2011 - A los hombres que amé
- 2015 - Canciones regaladas (com Víctor Manuel)

## Filmografia como atriz e diretora
| Film                                      | Director                                         | Year   |
| ----------------------------------------- | ------------------------------------------------ | ------ |
| Zampo y yo                                | Luis Lucia                                       | (1965) |
| Españolas en París                        | Roberto Bodegas                                  | (1971) |
| Aunque la hormona se vista de seda        | Vicente Escrivá                                  | (1971) |
| Morbo                                     | Gonzalo Suárez                                   | (1972) |
| Separación matrimonial                    | Angelino Fons                                    | (1973) |
| Al diablo con el amor                     | Gonzalo Suárez                                   | (1973) |
| Tormento                                  | Pedro Olea                                       | (1974) |
| A flor de piel                            | Luis Eduardo Aute                                | (1974) |
| Vida conyugal sana                        | Roberto Bodegas                                  | (1974) |
| El amor del capitán Brando                | Jaime de Armiñán                                 | (1974) |
| Jo, papá                                  | Jaime de Armiñán                                 | (1975) |
| La petición                               | Pilar Miró                                       | (1976) |
| Emilia... parada y fonda                  | Angelino Fons                                    | (1976) |
| La criatura                               | Eloy De La Iglesia                               | (1977) |
| La oscura historia de la prima Montse     | Jordi Cadena                                     | (1978) |
| Sonámbulos                                | Manuel Gutiérrez Aragón                          | (1978) |
| Jaque a la dama                           | Francisco Rodríguez                              | (1979) |
| El Buscón                                 | Luciano Berriatua                                | (1979) |
| Cuentos eróticos                          | Jaime Chavarri, Josefina Molina, Fernando Colomo | (1980) |
| La colmena                                | Mario Camus                                      | (1982) |
| Demonios en el Jardín                     | Manuel Gutiérrez Aragón                          | (1982) |
| La corte de Faraón                        | José Luis García Sánchez                         | (1985) |
| Sé infiel y no mires con quién            | Fernando Trueba                                  | (1985) |
| Adiós pequeña                             | Imanol Uribe                                     | (1986) |
| La casa de Bernarda Alba                  | Mario Camus                                      | (1987) |
| Divinas palabras                          | José Luis García Sánchez                         | (1987) |
| Miss Caribe                               | Fernando Colomo                                  | (1988) |
| El vuelo de la paloma                     | José Luis García Sánchez                         | (1989) |
| Cómo ser mujer y no morir en el intento   | Ana Belén                                        | (1991) |
| Después del sueño                         | Mario Camus                                      | (1992) |
| Rosa rosae                                | Fernando Colomo                                  | (1993) |
| El marido perfecto                        | Beda Docampo Feijóo                              | (1993) |
| Tirano Banderas                           | José Luis García Sánchez                         | (1993) |
| La Pasión Turca                           | Vicente Aranda                                   | (1994) |
| Libertarias                               | Vicente Aranda                                   | (1996) |
| El amor perjudica seriamente la salud     | Manuel Gómez Pereira                             | (1996) |
| Cada día hay más besos                    | Gregorio Guzmán                                  | (1999) |
| Antigua vida mía                          | Héctor Olivera                                   | ( )    |
| Cosas que hacen que la vida valga la pena | Manuel Gómez Pereira                             | (2004) |

## Televisão
| Série/Program       | Episode                                  | Year |
| ------------------- | ---------------------------------------- | ---- |
| Teatro de siempre   | La comedia nueva                         | 1970 |
| Teatro de siempre   | Hamlet en los suburbios                  | 1970 |
| Teatro de siempre   | Los caprichos de Mariana                 | 1970 |
| Pequeño estudio     | La trampa                                | 1970 |
| Hora once           | El extraño secreto de Shalken, el pintor | 1970 |
| Hora once           | Eleonora                                 | 1971 |
| Juegos para mayores | La finca                                 | 1971 |
| Estudio 1           | Retablo de las mocedades del Cid         | 1971 |
| Estudio 1           | Romeo y Julieta                          | 1972 |
| Fortunata y Jacinta | Protagonista                             | 1980 |
| Petra delicado      | Protagonista                             | 1999 |

## Teatro
- Fedra (2007)
- Diatriba de amor contra un hombre sentado (2004/2005)
- Defensa de dama (2002)
- La bella Helena (1995/1996)
- La gallarda (1992)
- El mercader de Venecia (1991/1992)
- Hamlet (1989)
- La casa de Bernarda Alba (1984)
- La hija del aire (1982)
- Tío Vania (1979)
- Antígona (1975)
- Ravos (1972)
- Sabor a miel (1971)
- Los niños (1970)
- Te espero ayer (1969)
- Don Juan Tenorio (1969)
- Medida por medida (1968)
- Las mujeres sabias (1968)
- El sí de las niñas(1967)
- El rufián castrucho (1967)
- El rey Lear (1966)
- Numancia (1965)

## Prêmios
- 1971 Melhor atriz de TV em Retablo de las mocedades del Cid Fotogramas Award
- 1972 Special mention for Morbo San Sebastián International Film Festival
- 1980 Melhor atriz de TV em  Fortunata y Jacinta Fotogramas de Plata
- 1980 Melhor atriz em  Fortunata y Jacinta TP de Oro
- 1980 Melhor atriz em La Corte del Faraón Bronce
- 1980 Chevalier des Arts et des Lettres
- 1987 Melhor atriz em La Casa de Bernarda Alba and Divinas palabras Fotogramas de Plata
- 1988 Nomeada para Melhor atriz em Miss Caribe Goya Awards
- 1989 Nomeada para Melhor atriz em El vuelo de la Paloma Goya Awards
- 1991 Nomeada para Best director for Como ser mujer y no morir en el intento Premios Ondas
- 1991 Nomeada para melhor diretora estreante Como ser mujer y no morir en el intento Goya Awards
- 1994 Melhor canção em Contaminame Premios Ondas
- 1994 Nomeada para Melhor atriz em La Pasión Turca Goya Awards
- 1994 Melhor atriz em La Pasión Turca Goya Awards
- 1995 Gold Medal from the Spanish Cinema Academy
- 1995 Melhor atriz de teatro em La bella Helena Fotogramas de Plata
- 1996 Cadena Dial Award
- 1997 Melhor cantora solo. Carlos Gardel Awards
- 1997 Melhor atriz em El amor perjudica seriamente la salud Festival de Peñíscola
- 1997 Silver Lighthouse Award. Festival de Alfás del Pí
- 1997 Best Tour El gusto es nuestro Spanish Music Awards
- 1998 Nomeada para melhor cantora espanhola solo Lorquiana Premios Amigo
- 2000 William Layton Award
- 2001 Woman of the Year. Premios Elle
- 2001 Nomeada melhor cantora espanhola solo Peces de ciudad Premios Amigo
- 2002 Nomeada melhor cantora espanhola solo Peces de ciudad Latin Grammy Awards
- 2002 Runner up Defensa de dama Premios Mayte of Theatre
- 2003 Homage by the Instituto Cervantes of Toulouse
- 2004 Nomeada melhor atriz em Cosas que hacen que la vida valga la pena Goya Awards
- 2004 Nomeada para melhor atriz em Cosas que hacen que la vida valga la pena Fotogramas de Plata
- 2004 Nomeada para melhor atriz em Cosas que hacen que la vida valga la pena Spanish Actors' Union
- 2004 Melhor atriz em Cosas que hacen que la vida valga la pena Premios Turia
- 2006 Malaga Award. Film Festival of Málaga